# Mosweu
Mosweu é uma vila localizada no Distrito Central em Botswana. Possuía, em 2011, uma população estimada de 397 habitantes.